# Premi Unión de Actores a la millor interpretació protagonista de teatre
El Premi a la millor interpretació protagonista en la seva secció de teatre lliurat per la Unión de Actores entre 1991 i 2001 reconeixia la millor interpretació d'un actor o actriu principal dins d'una obra de teatre.
Des de l'edició de 2002, aquesta categoria es desdobla en:
- Millor actriu protagonista de teatre
- Millor actor protagonista de teatre

## Guardonats
| Any  | Guanyadora                            | Sèrie de televisió                       |
| ---- | ------------------------------------- | ---------------------------------------- |
| 2001 | Helio Pedregal                        | Panorama desde el puente                 |
| 2000 | Juan Echanove                         | El verdugo                               |
| 1999 | Emilio Gutiérrez Caba                 | La mujer de negro                        |
| 1998 | Carlos Hipólito                       | Arte                                     |
| 1997 | Vicky Peña                            | Sweeney Todd                             |
| 1996 | Carlos Hipólito Emilio Gutiérrez Caba | El médico de su honra El Sí de las Niñas |
| 1995 | María Jesús Valdés                    | Tres mujeres altas                       |
| 1994 | María Jesús Valdés                    | El cerco de Leningrado                   |
| 1993 | Carme Elias                           | La doble inconstancia                    |
| 1992 | Juan Diego                            | No hay camino al paraíso, nena           |
| 1991 | Carlos Hipólito                       | La verdad sospechosa                     |